# Хребет Королеви Єлизавети
83°20′0″ пд. ш. 161°30′0″ сх. д. / 83.33333° пд. ш. 161.50000° сх. д.
Хребет Королеви Єлизавети (англ. Queen Elizabeth Range) — гірський хребет в Антарктиді, розташований в середній частині гірської системи Трансантарктичних гір, і простягнувся від гірського льодовика Німрод на північному заході до льодовика Лав — на південному сході. Відокремлює шельфовий льодовик Росса від Полярного плато.

## Географія
Хребет розташований у Східній Антарктиді, в середній частині гірської системи Трансантарктичних гір. Простягся уздовж східної сторони льодовика Марш та південно-східної сторони льодовика Німрод. Довжина з північного сходу на південний захід — 160 км, ширина з північного заходу на південний схід 130 км. Орієнтація основного гірського хребта з півночі на південь. Найвища гора — гірський масив Маркем, який має дві виражені вершини: «Головну» — північну (4350 м), та південну — «Суб-пік Маркем» (4280 м). На заході і північному заході хребет межує із льодовиками Марш та Німрод, відповідно. На південному заході межує із Полярним плато, на північному сході — із шельфовим льодовиком Росса, на південному сході — із льодовиком Лав та хребтом Королеви Олександри.
Найвищі вершини хребта Королеви Олександри:
| Назва    | Назва англ. | Висота, м | Розташування                                                  | Хребет, масив       |
| -------- | ----------- | --------- | ------------------------------------------------------------- | ------------------- |
| Маркем   | Markham     | 4350      | 82°51′ пд. ш. 161°21′ сх. д. / 82.850° пд. ш. 161.350° сх. д. | Основний хр.        |
| Міллер   | Miller      | 4160      | 83°20′ пд. ш. 165°48′ сх. д. / 83.333° пд. ш. 165.800° сх. д. | Голланд             |
| Корш     | Korsch      | 4000      | 82°52′ пд. ш. 160°56′ сх. д. / 82.867° пд. ш. 160.933° сх. д. | Основний хр. Маркем |
| Лисаґт   | Lysaght     | 3755      | 82°49′ пд. ш. 161°19′ сх. д. / 82.817° пд. ш. 161.317° сх. д. | Основний хр.        |
| Лекуант  | Lecointe    | 3620      | 83°9′ пд. ш. 161°9′ сх. д. / 83.150° пд. ш. 161.150° сх. д.   | Основний хр.        |
| Бонапарт | Bonaparte   | 3430      | 83°5′ пд. ш. 160°50′ сх. д. / 83.083° пд. ш. 160.833° сх. д.  | Основний хр.        |
| Ребот    | Rabot       | 3335      | 83°11′ пд. ш. 161°17′ сх. д. / 83.183° пд. ш. 161.283° сх. д. | Основний хр.        |
| Ллойд    | Lloyd       | 3210      | 83°13′ пд. ш. 165°44′ сх. д. / 83.217° пд. ш. 165.733° сх. д. | Голланд             |
| Кара     | Cara        | 3145      | 82°45′ пд. ш. 161°6′ сх. д. / 82.750° пд. ш. 161.100° сх. д.  | Основний хр.        |
| Гавеа    | Hawea       | 3080      | 82°50′ пд. ш. 161°52′ сх. д. / 82.833° пд. ш. 161.867° сх. д. | Фрегат              |
| Доґерті  | Dougherty   | 2790      | 82°43′ пд. ш. 161°5′ сх. д. / 82.717° пд. ш. 161.083° сх. д.  | Основний хр.        |

## Відкриття та дослідження
Гірський хребет був відкритий в ході другої Британської антарктичної експедиції (експедиція «Діскавери») 1901—1904 років під керівництвом капітана Роберта Скотта. Хребет був названий Дж. Міллером, членом новозеландської групи Трансантарктичної експедиції Британської співдружності 1955—1958 років (під керівництвом Едмунда Фукса та Едмунда Гілларі), який разом із Г. Маршом досліджували цю область. Назва була дана на честь англійської королеви Єлизавети II, яка опікувалася цією експедицією.